# Hyllisia ruficolor
Hyllisia ruficolor är en skalbaggsart som först beskrevs av Maurice Pic 1934.  Hyllisia ruficolor ingår i släktet Hyllisia och familjen långhorningar. Inga underarter finns listade i Catalogue of Life.